# The Heartbreak Kid (1972)
The Heartbreak Kid (bra: O Rapaz Que Partia Corações; prt: Casei-Me por Engano) é um filme norte-americano de 1972, do gênero comédia, dirigido por Elaine May  e estrelado por Charles Grodin e Cybill Shepherd.